# Wörsbach (Emsbach)
Der Wörsbach im Taunus ist ein 24,5 km langer, linksseitiger und südsüdöstlicher Zufluss des Emsbachs; er durchläuft die  hessischen Landkreise Rheingau-Taunus und dann Limburg-Weilburg. Der Wörsbach ist ein silikatischer Mittelgebirgsbach, im Unterlauf ein Gewässer II. Ordnung und im Oberlauf eines III. Ordnung. Neben seinem Vorfluter Emsbach ist der Wörsbach der Hauptfluss der Idsteiner Senke.

## Name
Der Bach wurde im Jahr 791 als Werisaha zum ersten Mal schriftlich erwähnt. Möglicherweise leitet sich der Name vom germanischen Wort *war- mit der Bedeutung „feucht sein“ ab.

## Geographie

### Verlauf
Der Wörsbach entspringt nahe der Stadt Idstein auf einer Höhe von 340 m ü. NHN. Das Quellengebiet steht als Erlensumpf im Gerloh bei Idstein unter Naturschutz.
Der Wörsbach durchfließt die Stadt Idstein, den Idsteiner Stadtteil Wörsdorf, Hünstetten-Wallrabenstein, Kloster Gnadenthal, Hünfelden-Dauborn und Brechen-Werschau.  
Er mündet schließlich bei Brechen-Niederbrechen (Landkreis Limburg-Weilburg) auf einer Höhe von 140 m ü. NHN von links in den Emsbach. 
Der etwa 24,5 km lange Lauf des Wörsbachs endet ungefähr 200 Höhenmeter unterhalb seiner Quelle, er hat somit ein mittleres Sohlgefälle von circa 8,2 ‰.

### Einzugsgebiet
Das 118,8 km² große Einzugsgebiet des Wörsbachs liegt im Taunus und im Limburger Becken. Es wird durch ihn über den Emsbach, die Lahn und den Rhein zur Nordsee entwässert.
Es grenzt
- im Osten an das Einzugsgebiet des Lahn-Zuflusses Emsbachs
- im Südosten und Süden an das des Schwarzbachs, der in den Main mündet;
- im Westen an das der Aar, die ebenfalls in die Lahn mündet.

### Zuflüsse
- Wolfsbach (rechts), 4,1 km
- Itzbach (links), 1,0 km
- Reißgraben (rechts), 0,5 km
- Felsgraben (rechts), 0,6 km
- Kesselbach (links), 6,5 km[5]
- Langenbach (links), 1,0 km
- Hahnbach (links), 2,3 km
- Schornbach (links), 4,3 km
- Gebückgraben (links), 1,0 km[6]
- Spindelbach (Stinkerbach[7]) (links), 1,7 km (mit Sintersbach 5,3 km)
- Neesbach (links), 3,0 km

## Wasserbauwerke

### Brücken
In seinem Lauf wird der Wörsbach von einer Vielzahl von Brücken überquert. Im Gebiet von Dauborn stehen zwei Brücken unter Denkmalschutz. Am Ortsrand ist die Brücke der Alten Selterser Straße. Die Rundbogenbrücke an der früheren Landstraße nach Niederselters ist zur Mitte hin leicht steigend, aus kleinen Bruchsteinquadern aufgemauert und mit einer Plattenkrone versehen und stammt aus dem mittleren 19. Jahrhundert. Außerhalb des Ortes steht die Brücke an der Bruchmühle. Es ist eine der letzten Feldwegbrücken aus Back- und Bruchsteinen. An der Brücke zeigt eine kleine, eingelassene Tafel die Jahreszahl und einen Dauborner „Schnapstrinker“ als volkstümlich-humorvolle Ritzzeichnung.
Die Wörsbachtalbrücke der Schnellfahrstrecke Köln–Rhein/Main überspannt das Wörsbachtal im Gebiet der Gemeinde Brechen.

### Mühlen
Das Wasser des Wörsbaches trieb früher viele Wassermühlen.
Die Engelsmühle zwischen Wallrabenstein und Beuerbach ist ein einzeln gelegenes Mühlengebäude. Der eingeschossige Fachwerkbau des 19. Jahrhunderts wurde, vor einigen Jahren niedergelegt und in gleicher Form wieder neu aufgerichtet. Im hohen, massiven Sockelgeschoss war zuvor das Mahlwerk komplett erhalten. Der Komplex besteht aus einem schlichten Haus mit Satteldach und mittigem Zwerchhaus und rechtwinklig angrenzend ein kleines Fachwerk-Nebengebäude.
Die Bruchmühle, ein vierseitig umbauter Mühlenhof aus dem Jahr 1843 bei Dauborn, ist als letzte Kleinanlage des Kreises noch in Betrieb.